# Estación de Wynigen
La estación de Wynigen es la principal estación ferroviaria de la comuna suiza de Wynigen, en el Cantón de Berna.

## Historia
La estación de Wynigen fue abierta en el año 1857 con la apertura al tráfico ferroviario del tramo Berna - Herzogenbuchsee de la línea Berna - Olten, que unos meses más tarde con la inauguración del tramo Herzogenbuchsee - Olten hizo que se completara la línea.

## Situación
La estación se encuentra ubicada en la zona suroeste del núcleo urbano de Wynigen. Tiene un total de dos andenes, ambos laterales y dos vías pasantes. La estación está situada en términos ferroviarios en la línea férrea Berna - Olten.

## Servicios ferroviarios
Los servicios son prestados por SBB-CFF-FFS, que ofrece conexiones de ámbito regional:
- RE Berna - Burgdorf - Wynigen - Herzogenbuchsee - Langenthal - Olten. Trenes RegioExpress con frecuencias cada hora desde primera hora de la mañana hasta la medianoche.[1]